# Nati nel 1331
| Questa pagina contiene informazioni ricavate automaticamente dalle voci biografiche con l'ausilio del template Bio e di un bot. L'aggiornamento è periodico e automatico e ricostruisce completamente la pagina. Se manca una persona in questa lista, sei pregato di non aggiungerla, ma accertati piuttosto che la sua voce biografica contenga il template Bio e che i dati anagrafici siano correttamente compilati. Se il template Bio manca, inseriscilo tu stesso o, in alternativa, metti l'avviso {{tmp\|Bio}} che ne segnala la mancanza. Se i dati riportati sono sbagliati, correggi direttamente la voce biografica; le modifiche saranno visibili in questa lista entro pochi giorni. Per chiarimenti vedi il progetto biografie. La lista contiene solo le 6 persone che sono citate nell'enciclopedia e per le quali è stato implementato correttamente il template Bio. Pagina aggiornata al 10 ott 2024. |

- 14 aprile - Giovanna Maria de Maillé, mistica francese († 1414)
- 30 aprile - Gastone III Febo, conte († 1391)
- Margherita d'Aragona, principessa († 1377)
- Teraponte del Lago Bianco, monaco cristiano, religioso e santo russo († 1426)
- Carlo Thopia, principe e condottiero albanese († 1388)
- Regina della Scala, sovrana italiana († 1384)